# John Whitesell
John Whitesell (Iowa Falls, 2 dicembre 1953) è un regista e produttore televisivo statunitense.
Attivo dal 1993, è conosciuto principalmente per la regia dei film FBI: Operazione tata e Big Mama - Tale padre, tale figlio; Ha inoltre diretto numerosi episodi di serie e film TV.

## Filmografia da regista
- La troviamo a Beverly Hills (Calendar Girl) (1993)
- Spot - Supercane anticrimine (See Spot Run) (2001)
- Malibu's Most Wanted - Rapimento a Malibu (Malibu' Most Wanted) (2003)
- FBI: Operazione tata (Big Momma's House 2) (2006)
- Conciati per le feste (Deck the Halls) (2006)
- Big Mama - Tale padre, tale figlio (Big Mommas: Like Father, Like Son) (2011)
- Thunderstruck - Un talento fulminante (Thunderstruck) (2012)
- Holidate (2020)